# Bysantinskt silke

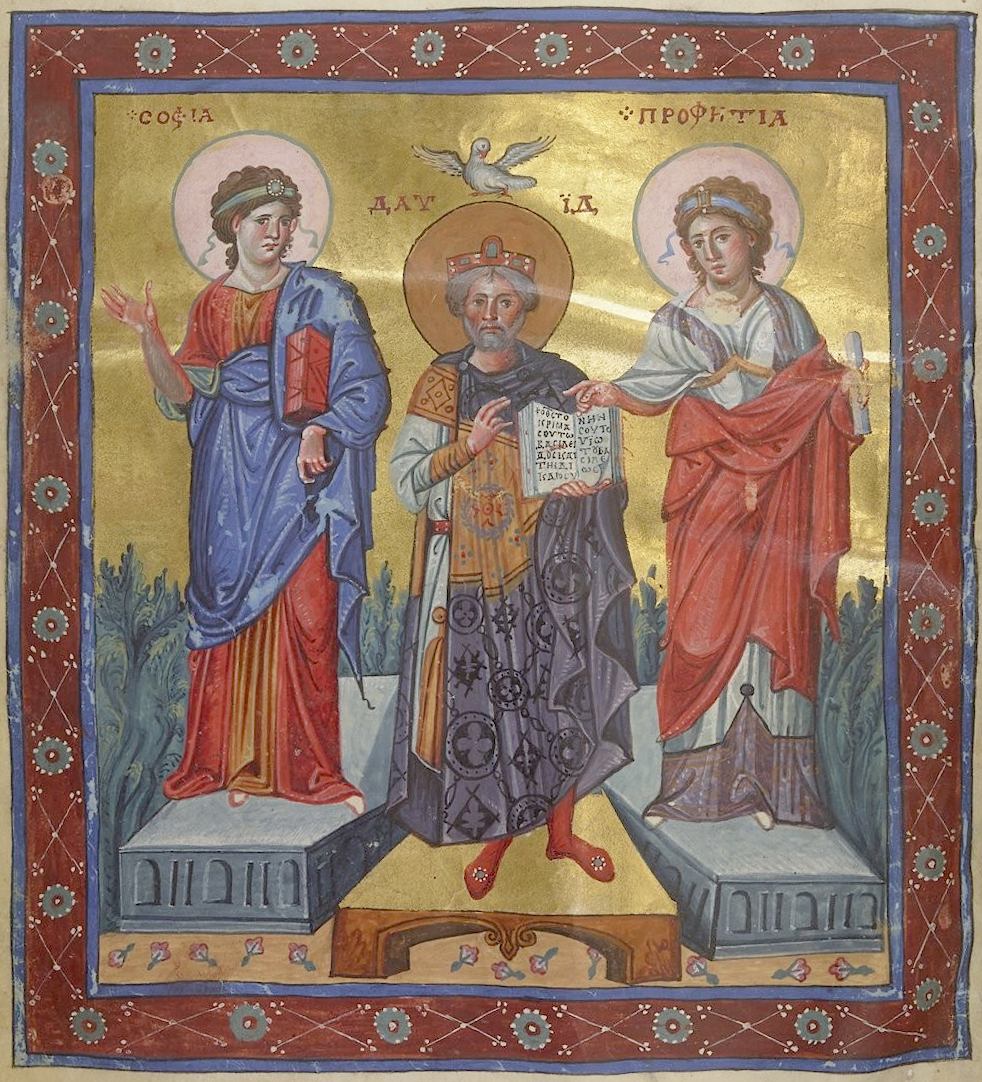
Kung David på en mantel av bysantinskt silke.

Bysantinskt silke är silke som vävts i bysantinska riket från och med 300-talet fram till Konstantinopels fall år 1453.
Den bysantinska huvudstaden Konstantinopel var den första betydande platsen för silkesvävning i Europa. Silke var en av de viktigaste handelsvarorna inom den bysantinska näringen, och användes både som betalning och inom diplomati. Rå silke köptes från Kina och tillverkades sedan till fint tyg som såldes till höga priser runtom i världen. Senare smugglades silkesmaskar in i imperiet, vilket gjorde att handel med silke inte blev lika viktigt. Efter Justinianus I:s regeringstid 527–565, blev tillverkning och försäljning av silke ett monopol, vilket innebar att det endast bearbetades i imperiets fabriker, och endast fick säljas till godkända köpare.
Bysantinskt silke känns igen på dess starka färger, användning av guldtråd och invecklad design som närmar sig den illustrerade komplexiteten hos broderi i vävt material. Bysantinerna var störst på silkesproduktion i Europa fram till tidig medeltid, då den italienska silkesvävningsindustrin tog över på 1100-talet och då erövringen av det bysantinska imperiet ägde rum under fjärde korståget år 1204.